# Sunken Condos
Sunken Condos är ett musikalbum av Donald Fagen som utgavs 2012 av skivbolaget Reprise Records. Det var Fagens fjärde studioalbum som soloartist. Det fick i de flesta fall ett gott mottagande och har betyget 82/100 (unviersellt erkännande) på den sammanställande recensionssidan Metacritic. Fagen själv beskrev albumets musik som lite mer lättviktig och luftig än hans tidigare soloskivor.

## Låtlista
(alla låtar utom spår 6 komponerade av Donald Fagen)
1. "Slinky Thing" – 5:12
2. "I'm Not the Same Without You" – 4:31
3. "Memorabilia" – 4:14
4. "Weather in My Head" – 5:29
5. "The New Breed" – 4:35
6. "Out of the Ghetto" (Isaac Hayes) – 4:54
7. "Miss Marlene" – 4:43
8. "Good Stuff" – 4:54
9. "Planet D'Rhonda" – 5:35

## Listplaceringar
- Billboard 200, USA: #12[3]
- UK Albums Chart, Storbritannien: #23[4]
- Nederländerna: #13[5]
- Hitlisten, Danmark: #36[6]
- VG-lista, Norge: #5[7]
- Sverigetopplistan, Sverige: #10[8]